# Dasychira nosivola
Dasychira nosivola är en fjärilsart som beskrevs av Collenette 1959. Dasychira nosivola ingår i släktet Dasychira och familjen tofsspinnare. Inga underarter finns listade i Catalogue of Life.